# Ритцерау
Ритцерау (нем. Ritzerau) — община в Германии, в земле Шлезвиг-Гольштейн.
Входит в состав района Герцогство Лауэнбург. Подчиняется управлению Нуссе.  Население составляет 281 человек (на 31 декабря 2010 года). Занимает площадь 11,11 км².